# Vladímir Beklemishev
Vladímir Nikoláievich Beklemíshev (en ruso : Владимир Николаевич Беклемишев; en inglés: Vladimir Nikolaevich Beklemishev) fue un zoólogo y parasitólogo soviético (22 de septiembrejul./ 4 de octubre de 1890greg. en Grodno - 4 de septiembre de 1962, Moscú).

## Biografía
Su familia contaba con varias médicas. Hace sus estudios en la Universidad de San Petersburgo donde se diploma en 1913. Enseña en la Universidad de Perm (1920) antes de obtener la cátedra de entomología (1932) en el Instituto de paludismo y de parasitología médica de Moscú. En 1934, enseña en la Universidad de Moscú y resulta miembro de la Academia de medicina de la URSS. Participa al comité del OMS contra el paludismo.
Beklemíshev trabajó sobre la biología de las especies de mosquitos implicados en la transmisión del paludismo así como sobre otras especies ectoparásitas. Bajo su acción, la URSS llega a casi totalmente deshacerse del paludismo.
Sus investigaciones en biología y ecología no serían más que tardíamente y parcialmente conocidas al exterior. Una traducción en inglés en los años 1950 es sin embargo muy conocida bajo el título de Principles of comparativa anatomy of invertebrates. Es un manual de referencia sobre la anatomía comparada de invertebrados.

## Honores

### Eponimia
Numerosos nombres científicos de animales han sido atribuidos a su honor, como por ejemplo :
- Beklemischeviella Luther, 1943
- Actinoposthia beklemishevi Mamkaev, 1965
- Chromadorissa beklemishevi Filipjev, 1917
- Pontaralia beklemichevi Mack-Fira, 1968
- Latitanais beklemishevi Kudinova-Pasternak, 1987
- Phascolion beklemishevi Murina, 1964
- Volvobrachia beklemischevi Ivanov, 1957

## Abreviatura (zoología)
La abreviatura Beklemichev  se emplea para indicar a Vladímir Beklemishev como autoridad en la descripción y taxonomía en zoología.

## Anexos